# Adolfo Bioy Casares
Pour l’article homonyme, voir Casares (homonymie).
Adolfo Bioy Casares, né le 15 septembre 1914 à Buenos Aires et mort dans la même ville le 8 mars 1999, est un écrivain argentin.
Issu d'une famille aisée et cosmopolite d’origine béarnaise (plusieurs nouvelles sont d'ailleurs situées dans cette région), il fut un grand voyageur, polyglotte, partageant sa vie de dandy entre la littérature, les livres et les femmes.

## Biographie

Bioy Casares dans les années 1940.

Très tôt acquis à l’art littéraire, Bioy Casares rencontre Borges en 1932 : c’est le début d’une longue amitié, qui marquera de son sceau les productions personnelles de l’auteur, et donnera lieu, plus tard, à une féconde collaboration littéraire publiée sous le pseudonyme de H. Bustos Domecq : Chroniques de Bustos Domecq, 1967 ; Nouveaux contes de Bustos Domecq, 1977.
Cependant, ce n’est qu’en 1940 (année de son mariage avec Silvina Ocampo) et après six ouvrages reniés, que sa carrière littéraire débute avec la parution de L’Invention de Morel – qui reprend les fondements de L'Île du docteur Moreau d'H. G. Wells, pour mieux en récuser les conventions. Ici, la trame du récit, mécanique implacable inspirée du roman policier, entraîne le narrateur, réfugié sur une île qu’il croit déserte, dans une énigme métaphysique où il devra choisir entre la prison du réel et l’illusion libératrice d’une existence « holographique », produite par une machine fantastique : l’invention de Morel.

### Prix et distinctions
- 1981 : chevalier de la Légion d'honneur
- 1990 : prix Cervantes pour l’ensemble de son œuvre (plus haute distinction des lettres en langue espagnole)

## Œuvres

### Romans
- L'Invention de Morel (La invención de Morel, 1940), trad Armand Pierhal, Robert Laffont, 1973  (ISBN 978-2-264-01693-5)
- Plan d'évasion (Plan de evasión, 1945), trad Françoise-Marie Rosset
- Le Songe des héros (El sueño de los Héroes, 1954), trad Georgette Camille
- Journal de la guerre au cochon (Diario de la guerra del cerdo, 1969), trad Françoise-Marie Rosset
- Dormir au soleil (Dormir al Sol, 1973), trad Françoise-Marie Rosset
- Un photographe à La Plata (La aventura de un fotógrafo en La Plata (es), 1985), trad María Inés Pavesi, Bourgois, 1991
- Un champion fragile (Un campeón desparejo, 1993), trad Eduardo Jimenez, Robert Laffont, 2014
- Romans, dir. Michel Lafon, traductions de Françoise-Marie Rosset, Armand Pierhal, Georgette Camille, André Gabastou, Eduardo Jiménez, Maria Inés Pavesi, Michel Lafon Réunit : L'invention de Morel ; Plan d'évasion ; Le songe des héros ; Journal de la guerre au cochon ; Dormir au soleil ; Un photographe à La Plata ; Un champion fragile ; Un autre monde
- Mémoire sur la pampa et les gauchos (Memoria sobre la pampa y los gauchos), traduit par Julia Azaretto et Paul Lequesne, Genève, 2019, Héros-Limite Eds, 80 p.  (ISBN 978-2889550067)
- Des choses merveilleuses (De las cosas maravillosas), traduit par Julia Azaretto et Paul Lequesne, Genève, 2021, Héros-Limite Eds, 72 p.  (ISBN 978-2889550371).

### Nouvelles
- El Perjurio de la nieve (1944)
- Historias fantásticas (Nouvelles fantastiques) 1945
- Nouvelles d'amour (1971)
- Historias desaforadas (Nouvelles démesurées) 1986

#### En collaboration avecJorge Luis Borges
- Six problèmes pour Don Isidro Parodi (1942)
- Chroniques de Bustos Domecq (1967)
- Nouveaux contes de Bustos Domecq (1977)

### Adaptations
- Le Crime d'Oribe, 1950, de Leopoldo Torres Ríos et Leopoldo Torre Nilsson d'après Le Parjure de la neige (source Cinémathèque française).
- L'Invention de Morel est un téléfilm de Claude Jean Bonnardot et diffusé le 8 décembre 1967 sur la deuxième chaîne[1].
- L'Invention de Morel (L'invenzione di Morel) est un film italien d'Emidio Greco sorti en 1974 ;
- La guerra del cerdo, 1975, de Leopoldo Torre Nilsson d'après Journal de la guerre aux cochons.
- El sueño de los héroes, 1997, film de Sergio Renán d'après Le Songe des héros.
- Dormir al sol, 2012, film d' Alejandro Chomski d'après Dormir au soleil.
- L'Invention de Morel a également été repris en bande dessinée par Jean-Pierre Mourey, dessinateur français : parution en 2007 aux éditions Écritures (Casterman)[2],[3].

## Style et thèmes abordés

Bioy Casares en 1941.

On a défini le style de Bioy Casares comme épuré, soigné et classique, avec une influence manifeste du style borgésien dans un premier temps, même si avec le temps il a développé des procédés littéraires éloignés de ceux de son mentor et ami.
Si on laisse de côté les prémices de son œuvre littéraire (1929-1937), que lui-même a renié et que les critiques considèrent comme une période de maturation fortement influencée par le symbolisme et le surréalisme, on peut distinguer au moins deux étapes :
- Entre 1940 et 1953, ses œuvres sont caractérisées par l'importance de la trame et le développement d'une intrigue construite avec minutie à laquelle il ajoute un élément fantastique qui est résolu à la fin du récit. On peut citer notamment ses deux premiers romans, L'invention de Morel et Plan d'évasion et son recueil de nouvelles La trame céleste.

- À partir de 1954, sans pour autant s'éloigner des éléments caractéristiques de son univers narratif, Bioy s'éloigne de l'influence de son ami Borges et commence à ajouter une certaine distance ironique aux procédés caractéristiques des genres fantastiques et policiers. Suivant la tradition du costumbrismo, qui consiste à dépeindre les mœurs d'une époque et d'un lieu donné, il dépeint fidèlement les atmosphères et ses personnages notamment par le recours à un langage oral. Son style, simplifié et influencé par la lecture de Tres relatos porteños de l'auteur Arturo Cancela. S'inscrivent dans cette époque les romans Le songe des héros, Journal de la guerre au cochon, Dormir au soleil et La aventura de un fotógrafo en La Plata. Mais ausi la majorité de ses nouvelles publiées après le recueil Historia prodigiosa.

On trouve également des thèmes récurrents dans toute son œuvre comme le pacte faustien, la présence quasi permanentes des personnages féminins, les voyages dans le temps ou le questionnement sur la perception de la réalité. À rebours des définitions de Roger Caillois et de Tzvetan Todorov qui considèrent le fantastique comme une irruption d'un évènement inexplicable dans un environnement réaliste, chez Bioy, le fantastique est plutôt relié au personnage qui vont pénétrer dans un lieu mystérieux ou étrange, dans un monde qui coexiste avec le monde réel et y est relié même si les codes en vigueur dans le monde réel ne sont pas valides dans ce nouveau monde. Cette entrée dans un monde parallèle ce fait souvent par le voyage ou la fuite : ses personnages cherchent à prendre quelques jours de repos ou à échapper à quelle chose ce qui les conduits à des espaces où se produit le fantastique avant de revenir ou de tenter de revenir au confort de leur réalité quotidienne. C'est ce qui relie Bioy Casares à un auteur tel que Lewis Carroll et son Alice au pays des merveilles. Il cherche à s'affranchir du gothique qu'il considère comme surchargé et explicite, comme Borges, il préfère le développement d'un seul élément fantastique qui, à la fin du récit, trouve son explication. Mais on peut aussi le rapprocher de Julio Cortázar, les deux auteurs, bien que s'étant peu rencontrés se sont mutuellement lus et ont reconnu le talent de chacun. Leurs œuvres ont notamment pour points communs la caractérisation psychologique des personnages, un soin apporté à la description des lieux et des ambiances et un intérêt pour les classes moyennes argentines.
Outre le fantastique, l'amour est un autre thème récurrent dans l’œuvre de Bioy. Il se manifeste via le romantisme ou l'amour courtois : les femmes y sont souvent représentées comme des êtres ambigus, presque inhumains, aussi belles que terribles et pouvant conduire les hommes à la mort. Tandis que les personnages masculins se révèlent obsédés jusqu'à la folie par ces femmes, même quand ils ont conscience que l'objet de leur désir est inatteignable. Le critique José Miguel Oviedo a mis en exergue le caractère « délibérément insensé et incompétent » de ces derniers ainsi que, selon lui « l'étrangeté surgit bien souvent de l'angle humoristique ou grotesque depuis lequel l'irréalité est observée ».